# Octávio Barbosa de Couto e Silva
Octávio Barbosa de Couto e Silva (Minas Gerais, 9 de abril de 1901 – Rio de Janeiro, 5 de janeiro de 1979) foi um médico brasileiro.
Graduado pela Faculdade de Medicina do Rio de Janeiro em 1922. Foi eleito membro da Academia Nacional de Medicina em 1958, sucedendo Murillo de Souza Campos na Cadeira 07, que tem José Pereira Rego como patrono.